# 木綿のハンカチーフ
「木綿のハンカチーフ」（もめんのハンカチーフ）は松本隆作詞、筒美京平作曲による日本の歌謡曲で、1975年12月21日にCBS・ソニーから発売された太田裕美の4枚目のシングル。翌1976年末、太田が『第27回NHK紅白歌合戦』で初出場を果たした際の披露曲。

## 解説
本曲はアルバム『心が風邪をひいた日』（1975年）のA面冒頭の曲として制作され、収録後「出来が良い」とレコード会社が気に入ってシングルカットが決まった。シングル盤ではリカット・シングルとして新たに録音し直された。松本隆の要請によりアルバムバージョンとは歌詞を一部変更。またアルバムバージョンでは萩田光雄が単独で編曲を担当したが、シングルバージョンでは筒美京平が若干アレンジを加えてストリングス系を中心にアレンジを変更した。
シングルバージョンにはマトリクス番号違い（SOLB-352A1、SOLB-352A2）の2つが存在し、SOLB-352A2がギターの音量の外、ボーカルのエコーやストリングスの残響が強いなどミックスが異なる。なおSOLB-352A2は、ヒット全曲集と書かれた緑色の紙バッグ（CS）に入っているものが多いようで、初期にプレスされたものの中に混ざっているようである。探せば比較的簡単に見つかるのでレア盤とまでは言えない。ちなみに見本盤（白盤）はSOLB-352A1である。後年発売されたコンピレーションアルバム、ベストアルバム等にはすべて、SOLB-352A1のバージョンが収録されている。
この曲ははっぴいえんどから作詞家に転身した松本隆の出世作となった。また、この曲のヒットにより太田の楽曲は以降しばらく松本・筒美のコンビが担当することとなった。次作の「赤いハイヒール」などと共に、本曲は従来のアイドル歌謡とは一線を画す趣向を凝らしており、フォークソングと歌謡曲の橋渡しを行なったと位置づけられている。松本にとっても職業作詞家への転換点となった作品だった。

### 歌詞
歌詞は4番まであり、西のとある地方から東京を想起させる都会に出た男性と、故郷に残された女性との遠距離恋愛が破れるまでを、男女の対話形式でストーリー仕立てにしている。男性の旅立ちから始まる1番は広く知られているが、2番では半年後、男性が故郷に帰らなくなり、指輪を代わりに贈る。3番では男性が勤務先で背広姿になっている姿の写真を女性に宛てた手紙に同封して贈り、4番では都会で浮かれた男性が女性を捨て、女性が最後の我儘として涙を拭く「木綿のハンカチーフ」を贈り物に下さいと訴える内容となっている。『第27回NHK紅白歌合戦』では、当時放送時間の制約で原則1曲3分以内だったため原曲よりテンポを速めて演奏され1・3・4番の歌唱となった。
この楽曲が完成するまでには紆余曲折があった。当時の日本の歌謡曲では、1人の歌手が男性と女性の言葉を交互に切り替えて歌うという構成は例がなく、新しい日本語ポップスを創造しようという松本の試みとされた。しかし松本の歌詞を見た筒美は「こんな詞じゃ曲を付けられないよ」と言い放った。筒美は「詞が長過ぎる」と松本に対して歌詞を短くすることを望んだが、松本や担当ディレクター兼プロデューサーの白川隆三と連絡が取れず、筒美は仕方なくそのまま歌詞に合わせて曲を作った。これについて松本は、筒美から「曲を付けるのは難しい」と連絡があることを予想していたため、締切当日まで連絡の取れない場所に雲隠れしていたという。しかし実際に作曲に取りかかるとすんなりと進み、筒美は「いやー、いい曲が出来たよ」と喜色満面で提出したという。太田によると、例えば「僕は旅立つ」というフレーズでファルセットになるあたりに、太田の歌唱法の良さを引き出そうとする筒美の工夫が見られるという。
松本は、2017年11月18日放送のTBS系『サワコの朝』への出演時に、当時のディレクターの白川隆三から「松本くんの歌はずっと東京で生まれ育った人の歌詞だから、地方の人にはうけない」と指摘されたことを踏まえ、白川をモデルとして歌詞を書いたと述べている。NHK BSプレミアム『名盤ドキュメント』で2017年4月26日に放送された『太田裕美「心が風邪をひいた日」木綿のハンカチーフ誕生の秘密』によれば、松本は当時炭鉱町だった福岡県田川市出身の白川から聞いた「炭鉱の閉山もあって大阪や東京へ出て行く人が多かった」という話を参考にしたという。なお、松本は東京都港区青山の出身であり、太田も東京生まれの埼玉育ちだったため、曲を受け取って歌詞に妙味を感じたものの何故ここまでヒットしたか当時は釈然とせず、後年に高校生の息子をニューヨークへ留学で送り出した時にようやく遠隔地に住む大事な人を気遣う主人公の気持ちが実感できたという。
また松本は、ヒットの最大の要因は「タイトルや歌詞にあえて『コットン』ではなく、当時でさえすでに死語となりつつあった『木綿』という古風な言葉を用いたことにあったのではないか」と語っている。
音楽評論家の平山雄一は「主人公の大人しく耐えて待つ田舎の女の子には、松本の理想の女性像が反映されているが、それを歌う太田は言いたいことをはっきり言うサバサバした性格で、そうしたキャラクターのギャップが太田の入れ込み過ぎない客観的な歌いぶりにつながり、リスナーに広く受け入れられやすくなった」と論じている。

### ボブ・ディランの楽曲との類似
歌詞の内容と構成がボブ・ディランの1964年の楽曲「スペイン革のブーツ」に酷似しているとされ、伊藤強など当時の音楽評論家から「盗作だ」として批判された。「スペイン革のブーツ」が女性が旅立つのに対して「木綿のハンカチーフ」は男性が旅立つ逆の設定であるが、恋人同士の手紙のやり取りが交互に切り替わる構成、恋人が早く戻ってくることだけを願って贈り物を断り続けてきた「私」が、相手の心が自分から離れていると分かったときに初めて贈り物としてタイトルになっているものを求めるという展開が同じで、「星やダイヤモンドよりあなたのキスの方がいい」という箇所などは偶然とは考えられないほど類似している。
「スペイン革のブーツ」の歌詞は、片桐ユズルの訳詞により晶文社から1974年に発刊された『ボブ・ディラン全詩集』に収録されていた。これが騒がれたため、松本が新聞紙上で「ボブ・ディランに似ているといわれるのは、むしろ光栄」と発言したため「開き直り」と受け取られ、伊藤から「ディランの作品に似た作品を書いてしまったということは、決して光栄なことではない。歌謡曲の歌詞に大事なものは発想とその展開であり、その発想を誰かが先にしていたということは、やはり『盗作してしまった』と思うべきものなのだ。松本氏は作詞家としての将来性は大いに期待されている存在なだけに、今度の問題は彼自身も十分に立場を釈明すべきだろう」などと迫られた。それに対して松本はディランの影響を受けていることは認めたが、「影響とパクリは違う」と反発し、「哀しい妖精」をあえて「風に吹かれて」と似た歌詞にしたという。

## 売上・チャート
太田最大のヒット曲にして代表曲であり、累計売上枚数はオリコンの統計では86.7万枚、ミュージック・リサーチ社の発表では150万枚以上。直後に史上最大のヒット曲「およげ!たいやきくん」が発売されたため、オリコンチャートで1位を取ることはなく最高2位となった。
ミュージック・ラボのヒットチャートでは、1週のみではあるが最高1位を記録した。前後の週の1位は、子門真人の「およげ!たいやきくん」とダニエル・ブーンの「ビューティフル・サンデー」。
また、2017年4月17日から有料でのダウンロード配信が始まったが、2020年10月には日本レコード協会によるダウンロード認定基準で累積ダウンロード数が10万枚を超え、ゴールドを獲得した。

## 収録曲
- 作詞：松本隆　作曲：筒美京平

A面
1. 木綿のハンカチーフ（3分45秒）
  - 編曲：筒美京平・萩田光雄

B面
1. 揺れる愛情（3分19秒）
  - 編曲：萩田光雄

## 収録アルバム
「木綿のハンカチーフ」を収録したアルバム。
- 心が風邪をひいた日 - アルバム・バージョンを収録
- GOLDEN J-POP/THE BEST 太田裕美
- GOLDEN☆BEST 太田裕美 コンプリート・シングル・コレクション
- THE HIT MAKER -筒美京平の世界- - 作曲家活動40周年記念CD-BOX
- 風街図鑑〜松本隆 作詞活動30周年記念 - 作詞家活動30周年記念CD-BOX
- 松本隆WORKSコンピレーション「風街少女」 - 松本隆が女性歌手に提供した歌曲を集めたコンピレーション・アルバム
- 冬歌2 - 冬の楽曲を集めたコンピレーション・アルバム
- 歌姫 〜センチメンタル女性ヴォーカリスト〜 - 1970年代 - 1980年代にヒットした女性ボーカルソング集

## 主なカバー
「木綿のハンカチーフ」は多くのアーティストによりカバーされている。
- チェリッシュ（1976年） - カバーアルバム『リメンバー／チェリッシュ・ベスト・コレクション』に収録（2003年、2枚組ベストアルバム『ベスト・ウィッシーズ』に再録）。
- トッポ・ジージョ(CV：山崎唯)（1976年） - カバーアルバム『トッポ ジージョ』に収録。
- 平尾昌晃（1976年） - アルバム『Disco Train』に収録。
- 佐良直美（1977年） - アルバム『歌手生活10周年記念 佐良直美』に収録。
- 石川ひとみ（1978年） - カセットミュージックテープ『くるみ割り人形・右向け右 =わたしはひ・と・み=』 に収録（2002年、CD-BOX『78-86ぼくらのベスト　石川ひとみCD-BOX』に再録）。
- チェルシア・チャン（1978年） - アルバム『第二道彩虹』の香港版(香港ポリドール発売)に広東語、台湾版(歌林レコード発売)に北京語で収録。ともに曲名は「六月天」。
- 藤谷美紀（1990年） - シングル「木綿のハンカチーフ」に収録（1996年、再発売アルバム『イン・シーズン[+3]』に追加収録曲として再録）。
- ノーランズ（1991年） - カバーアルバム『淋しい熱帯魚』に収録。
- 李博士（1996年） - カバーアルバム『李博士のポンチャック大百科』に収録。
- 松野太紀（1996年） - アルバム『はじめの一歩。』に収録（笠原弘子とのデュエット）。
- 桑田佳祐（1997年） - 自身のライブ「Act Against AIDS '97 歌謡サスペンス劇場」でカバー。
- diEZEl from JPS（1997年） - アルバム『たまごっちフリーク』に収録。
- 氷上恭子・池澤春菜・田中理恵（1999年） - アルバム『ライヴ・ジュテーム〜ジュテーム・マニア99・イン・ヘル』に収録。
- What's Love?（2002年） - アルバム『明けゆく空に』にボーナス・トラックとして収録。
- 椎名林檎（2002年） - カバーアルバム『唄ひ手冥利〜其ノ壱〜』に収録（松崎ナオとのデュエット）。
- 中澤裕子（2002年） - カバーアルバム『FOLK SONGS 2』に収録。
- BONO BONO（2002年） - カバーアルバム『Flores』にポルトガル語で収録。
- ケンドー・コバヤシ（2002年） - R-1グランプリ第一回大会決勝で披露。
- OUTLAW（2003年） - カバーアルバム『俺メロRespect』に収録。
- 井上芳雄（2004年） - アルバム『空に星があるように』に収録。
- 神園さやか（2005年） - アルバム『18才〜旅立ち〜』に収録。
- 岡村靖幸（2005年） - アルバム『岡村ちゃん大百科〜愛蔵盤[15]』に収録。
- INSPi（2005年） - カバーアルバム『インスピ・復刻盤』に収録。
- en-Ray（2005年） - カバーコンピレーションアルバム『Chai Chai』に収録。
- 斉藤由貴（2006年）- アルバム『青いうた〜のど自慢 青春編〜 オリジナル・サウンドトラック』に収録。
- いきものがかり（2006年）- シングル「HANABI」に収録。
- 落合祐里香（2007年） - シングル「木綿のハンカチーフ」に収録。
- キンモクセイ（2007年） - カバーアルバム『さくら』に「木綿のハンカチーフwith太田裕美」収録。
- 草野マサムネ(スピッツ)（2007年）- トリビュート・アルバム『the popular music 〜筒美京平トリビュート〜』に収録。
- Alani Ohana Band（2007年） - カバーアルバム『東京ハワイ』に収録。
- 遠藤賢司（2007年） - アルバム『遠藤賢司実況録音大全【第一巻】1968-1976[16]』に収録。
- ビキニング[注釈 1]（2007年） - アルバム『恋しくて オリジナル・サウンドトラック』に収録。
- 稲垣潤一（2008年） - カバーアルバム『男と女 -TWO HEARTS TWO VOICES-』に収録。太田自身がデュエットで参加。
- 大和真二郎（2008年） - カバーアルバム『We style'71-'75 フォークギターとベルボトム』に収録。
- ダウト（2009年） - ミニアルバム『登竜門』に収録。
- 矢野めぐみ（2009年） - シングル「恋のフーガ」に収録。
- misono（2010年） - カバーアルバム『カバALBUM2』に収録。
- オトナモード（2010年） - トリビュート・アルバム『雨の色 風の色』に収録。
- 佐藤竹善（2010年） - トリビュート・アルバム『松本隆に捧ぐ-風街DNA-』に収録。
- 近江知永（2010年） - シングル「ガールフレンド」に収録。
- 綾瀬はるか（2010年） - 配信シングル『木綿のハンカチーフ』にて配信後、シングル「マーガレット」に収録。
- 関口衣菜（2010年） - シングル「木綿のハンカチーフ」に収録。
- COO[注釈 2]（2010年） - 配信シングル「木綿のハンカチーフ」にて配信。
- チュール（2011年） - シングル「微笑んでみるだけで」に収録。
- やなわらばー（2011年） - カバーアルバム『泣唄 笑唄』に収録。
- 仙名彩世(宝塚歌劇団)（2012年） - カバーコンピレーションアルバム『OLDIES -TAKARAZUKA NATSUMERO SONG-』に収録。
- 高野千恵（2012年） - カバーアルバム『Requestシリーズ 歌謡曲編』に収録。
- ASKA（2012年） - 配信シングル「木綿のハンカチーフ」にて配信後、カバーアルバム『「僕にできること」いま歌うシリーズ』に収録。
- 柴田淳（2012年） - カバーアルバム『COVER 70's』に収録。
- Miwon(美元),Marie,Risa&Chiz（2012年） - カバーアルバム『Blend×Friend 70's』に収録。
- 森川つくし（2013年） - カバーアルバム『森川つくしのカバー名曲集』に収録。
- ソンレイナス（2013年） - アルバム『LAS JAPONESAS』に収録。
- SHANTI（2013年） - カバーアルバム『Jazz en Rose』に収録。
- 岩崎良美（2013年） - カバーアルバム『The Reborn Songs 〜シクラメン〜』に収録。
- 朝倉さや（2014年） - カバーアルバム『方言革命』に収録。歌詞は山形弁に“翻訳”されている。
- 若山かずさ（2014年） - カバーアルバム『エンカのチカラ プレミアム(青盤)』に収録。
- 鈴木タカオ（2014年） - カバーアルバム『うたごころ 〜鈴木タカオの世界〜』に収録。
- 海上自衛隊東京音楽隊／三宅由佳莉（2015年） - アルバム『希望〜Songs for Tomorrow』（及び、2016年発売のベストアルバム『THE BEST ～DEEP BLUE SPIRITS～』）に収録。
- 真心ブラザーズ（2015年） - カバーアルバム『PACK TO THE FUTURE』に収録[17]。
- May J.（2016年） - カバーアルバム『Sweet Song Covers』に収録[18]。
- 原田知世（2016年） - カバーアルバム『恋愛小説2〜若葉のころ』に収録[19]。
- ひごさつま（2016年） - アルバム『ひごさつま恋愛論』に収録[20]。
- 山田姉妹（2017年） - カバーアルバム『あなた 〜よみがえる青春のメロディー』に収録。
- 天童よしみ（2017年） - カバーアルバム『歌魂 -うたごころ-』に収録。
- Softly（2017年） - アルバム『ふたりの距離』の初回限定盤特典CDに収録。
- 岩佐美咲（2017年） - シングル「鯖街道（特別記念盤）」の初回生産限定盤に収録。
- myunとyayo〜（2018年） - アルバム『昭和アイドル歌謡ショー 〜あの頃のときめき〜』に収録。
- 下津光史（2018年） - アルバム『下津光史歌集』に収録。
- まちだガールズクワイア（2019年） - アルバム『MGC CLASSICS VOL.2』に収録。
- スターダストレビュー（2019年） - アルバム『STARDUST REVUE 楽園音楽祭2018 in モリコロパーク』に収録。
- 宮本浩次（2020年） - シングル「P.S. I love you」、アルバム『ROMANCE』に収録。
- ほくりくアイドル部（2020年） - 4thシングル表題曲[21]。
- GOOD BYE APRIL（2020年） - アルバム『Xanadu』に収録。
- 橋本愛（2021年） - トリビュート・アルバム『筒美京平SONG BOOK』に収録。
- 上白石萌音（2021年） - カバーアルバム『あの歌-1-』に収録。
- Ms.OOJA（2022年） - カバーアルバム『流しのOOJA 2 ～VINTAGE SONG COVERS～』に収録。
- tohko（2023年） - カバーアルバム『tohko+MM Covers 〜tohko 25th Anniversary〜』に収録。

## 藤谷美紀によるカバー
「木綿のハンカチーフ」は、藤谷美紀の8枚目のシングル。
収録曲
1. 木綿のハンカチーフ
  - 作詞：松本隆／作曲：筒美京平／編曲：岩崎文紀
2. ロッヂで待つクリスマス
  - 作詞／作曲：松任谷由実／編曲：岩崎文紀

## 落合祐里香によるカバー
「木綿のハンカチーフ」は、落合祐里香の2枚目のインディーズシングル。
収録曲
1. 木綿のハンカチーフ
  - 作詞：松本隆／作曲：筒美京平／編曲：D.R.Y.
2. ひとりぼっちのマリア
  - 作詞：MARIA／作曲：山田正人／編曲：D.R.Y.
3. 「思ひで」「透けた心」「DA・I・SU・KI」